# Antonio di Donnino del Mazziere

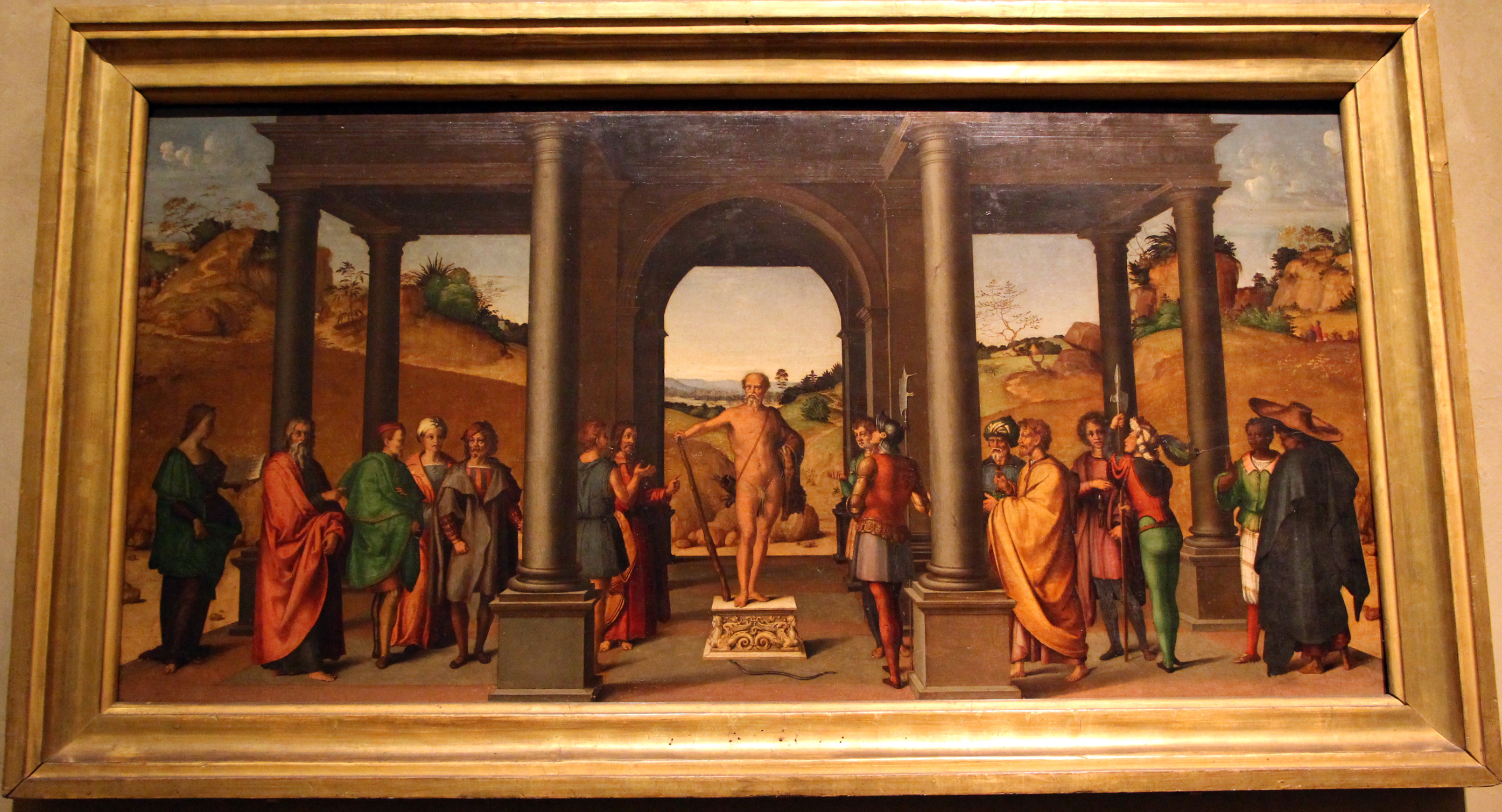
Obra de Donnino al Museo della Casa fiorentina Antica - Palazzo Davanzati - MIBAC

Antonio Donnino del Mazziere (? Florència - 22 de setembre de 1547) va ser un pintor italià. Va tenir encàrrecs de pintures els anys 1523 i 1527 per una confraria florentina, la Compagnia della Purificazione della Vergine e di San Zanobi.
Pintà alguns dels frescos de la capella de la Basilica di Santo Spirito de Florència.